# Saint-Michel-l'Observatoire
Saint-Michel-l'Observatoire är en kommun i departementet Alpes-de-Haute-Provence i regionen Provence-Alpes-Côte d'Azur i sydöstra Frankrike. Kommunen ligger  i kantonen Forcalquier som ligger i arrondissementet Forcalquier. År 2022 hade Saint-Michel-l'Observatoire 1 278 invånare.

## Befolkningsutveckling
Antalet invånare i kommunen Saint-Michel-l'Observatoire
Referens: INSEE